# Schloss Ketschendorf

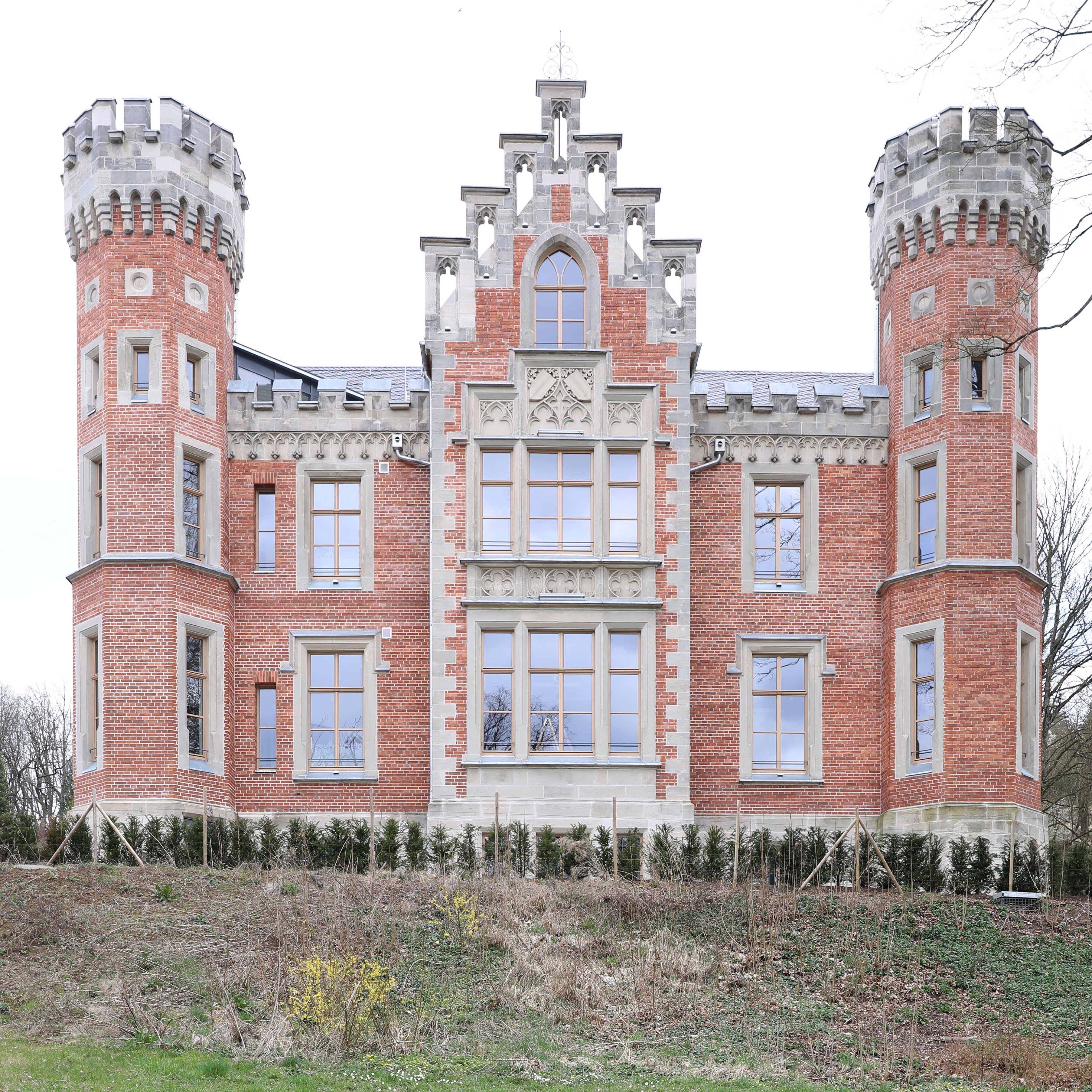
Schloss Ketschendorf Parkseite

Das neugotische Schloss Ketschendorf befindet sich im Coburger Stadtteil Ketschendorf am Fuße des Buchbergs.
Die Baronin von Stolzenau ließ es am Anfang des 19. Jahrhunderts inmitten eines ausgedehnten Parks errichten. Das Schloss zählt zu den vollkommenen Bauten des Neugotischen Gürtels Coburgs und hatte neun verschiedene Besitzer. Ab 1956 folgte die Nutzung als Jugendherberge, die am 1. Dezember 2010 geschlossen wurde. Im Jahr 2012 erwarb das Coburger Unternehmens Kaeser Kompressoren das Anwesen und ließ es zu einem Seminar- und Schulungszentrum umbauen.

## Geschichte

### Ursprungsbau

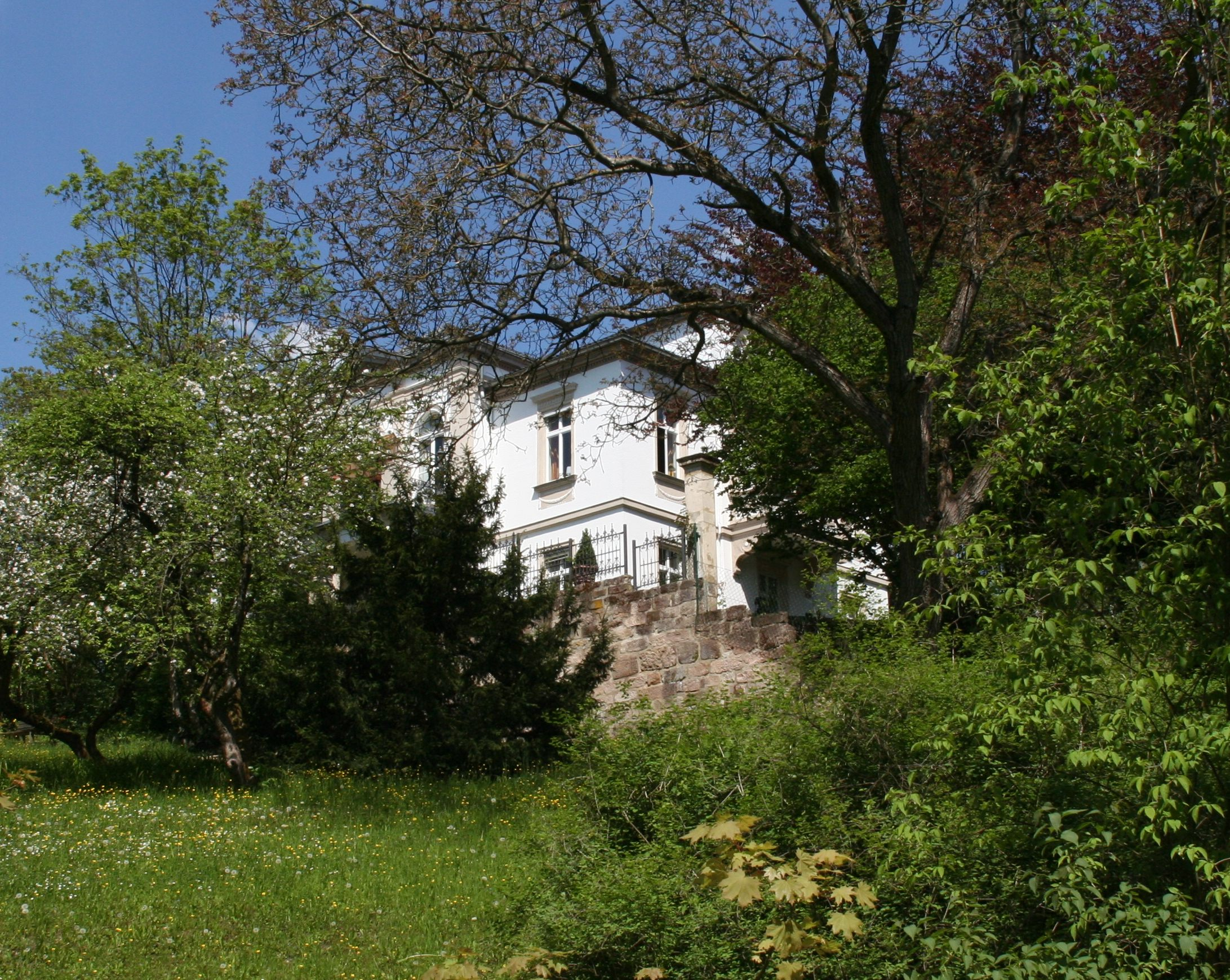
Obere Klinge 3

„Keczendorff“, wie Ketschendorf vor rund 900 Jahren hieß, war ein schutzloses Dörfchen außerhalb der Stadtmauern Coburgs am Westhang des Buchbergs. Die wenigen Einwohner litten 1430 sehr unter Hussiten-Einfällen und 1525 unter den Schrecken des Bauernkrieges. Zweimal, 1567 und 1626 suchte die Pest den Ort heim. 1632 bezog Wallenstein während der Belagerung der Veste Coburg unter hohen Forderungen sein persönliches Quartier in Ketschendorf und zwei Jahre später zerstörte der kaiserliche Oberst Schlitz mit seinen Kroaten den Ort. Gut 150 Jahre dauerte es, bis Ketschendorf die Folgen dieser Katastrophe einigermaßen überwunden hatte, aber erst als 1804 die Herzogin Auguste, die Gemahlin Franz Friedrich Antons von Sachsen-Coburg-Saalfeld, ein Sommerschlösschen im Empire-Stil als ersten Adelssitz des Ortes errichten ließ, setzte eine wirtschaftliche Blüte ein.
Nach dem Tod des Herzogs blieb das Ketschendorfer Schloss Augustens Witwensitz. Außer ihren sieben Kindern weilten viele Fürsten zu Besuch bei der Herzogin, so ihre Schwiegersöhne Herzog Alexander Friedrich Karl von Württemberg, Großfürst Konstantin Pawlowitsch von Russland und Eduard August, Herzog von Kent und Strathearn. Auch Friedrich Ludwig, Erbprinz von Mecklenburg-Schwerin und die Eltern Konstantins, Paul I. und Sophia von Württemberg sowie sein Bruder Zar Alexander I. von Russland waren Gäste im Schloss.
1831, nach dem Tod der Herzogin-Witwe Auguste, zog die zweite Gemahlin Ernsts I., Marie von Württemberg, in das Schloss Ketschendorf und wohnte dort, bis sie 1860 starb. Eigentümer des Anwesens war nun Herzog Ernst II. 1868 verkaufte er das angeblich marode Gebäude an die Französin Victorine Noël.

### Rosine Stoltz

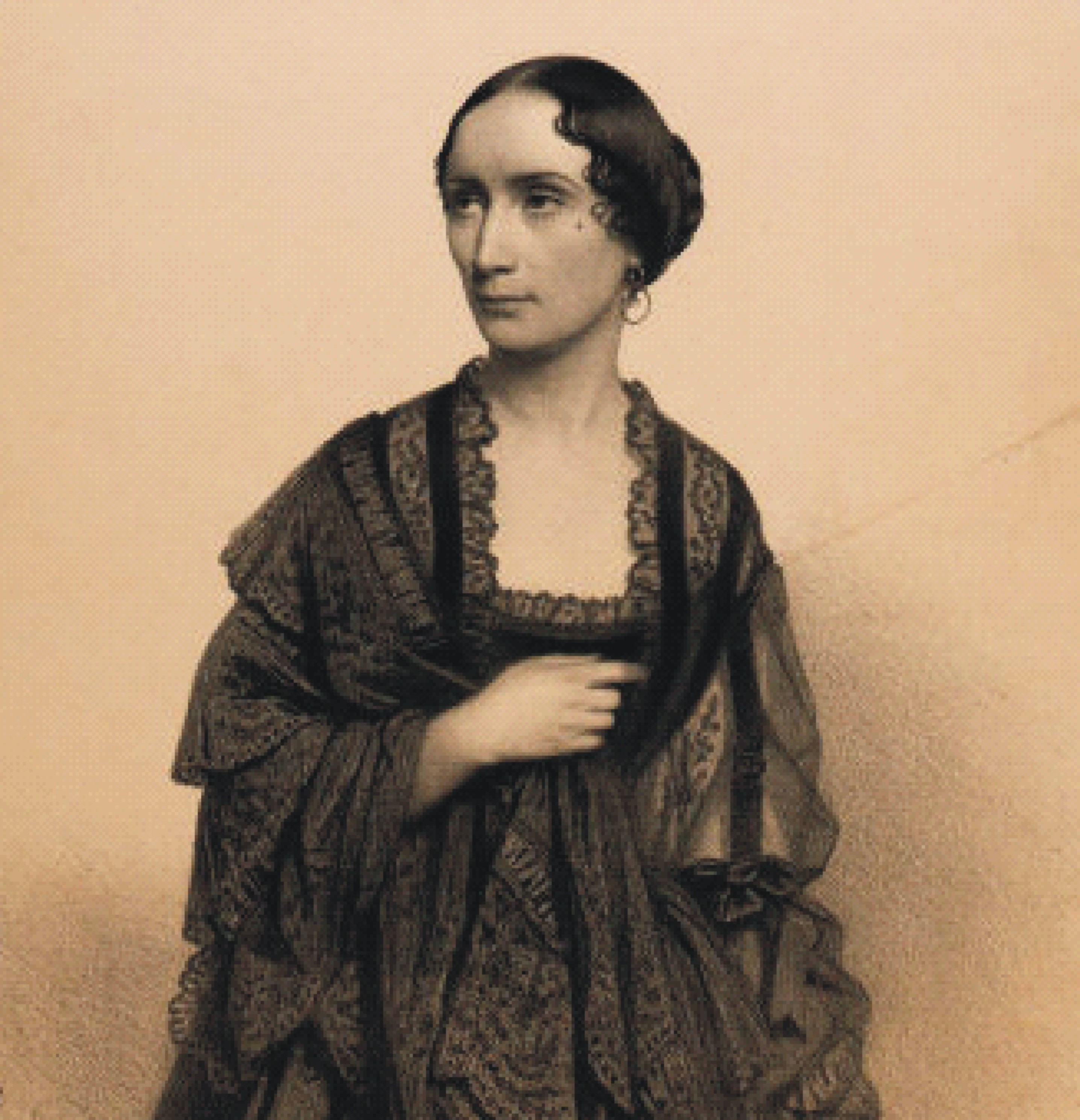
Victorine Noël/Rosine Stoltz um 1850

Die 1815 in Paris geborene Victorine Noël war bereits mit 22 Jahren unter ihrem Künstlernamen Rosine Stoltz eine gefeierte Opernsängerin. Sie trat in berühmten Häusern wie dem Theätre de la Monnaie in Brüssel, der Pariser Oper, dem Theatro Municipal in Rio de Janeiro und der Mailänder Scala auf. Die Komponisten Giacomo Meyerbeer und Gaëtano Donizetti sollen Rollen speziell für sie komponiert haben. Sie genoss, obwohl als exzentrische Intrigantin und notorische Lügnerin bekannt, in Fachkreisen und beim adligen Publikum allerhöchste Anerkennung.
Herzog Ernst II. von Sachsen-Coburg und Gotha war nicht nur „ein Freund von Kunst und Sängerinnen“, sondern komponierte selbst, unter anderem die Oper Santa Chiara. Die Hauptrolle in diesem romantischen Werk sang an der Brüsseler Oper Rosine Stoltz 1856. Spätestens dort lernte Ernst die skandalumwitterte Diva kennen. Es entwickelte sich ein inniges Verhältnis, in dessen Verlauf Rosine Stoltz immer öfter und auch länger als Gast des Coburger Herzogs in Gotha weilte, ohne jemals an den Hoftheatern in Gotha oder Coburg aufgetreten zu sein.
Ernst II. erhob sie schließlich 1865 in den Adelsstand. Sie durfte sich Freifrau von Stolzenau und ab 1868 Baronin von Ketschendorf nennen. Nach 1865 erfüllte sie nur noch ihren Gastvertrag an der Mailänder Scala und trat danach nicht mehr öffentlich als Sängerin auf.
Ihr großes Vermögen ermöglichte der frisch geadelten Freifrau und Baronin, Schloss Ketschendorf mit den dazugehörigen Parkgrundstücken für 100.000 Francs zu erwerben, angeblich für ihren unehelichen Sohn Charles, dessen Vater nach Aussage der Baronin kein Geringerer als Napoleon Bonaparte war und der sich nun einigermaßen standesgemäß Karl Freiherr von Ketschendorf nennen durfte. Sein wirklicher Erzeuger könnte Ernst II. gewesen sein, der sich durchaus öffentlich damit brüstete, außerhalb seiner Ehe keinesfalls kinderlos gewesen zu sein.

### Schlossneubau

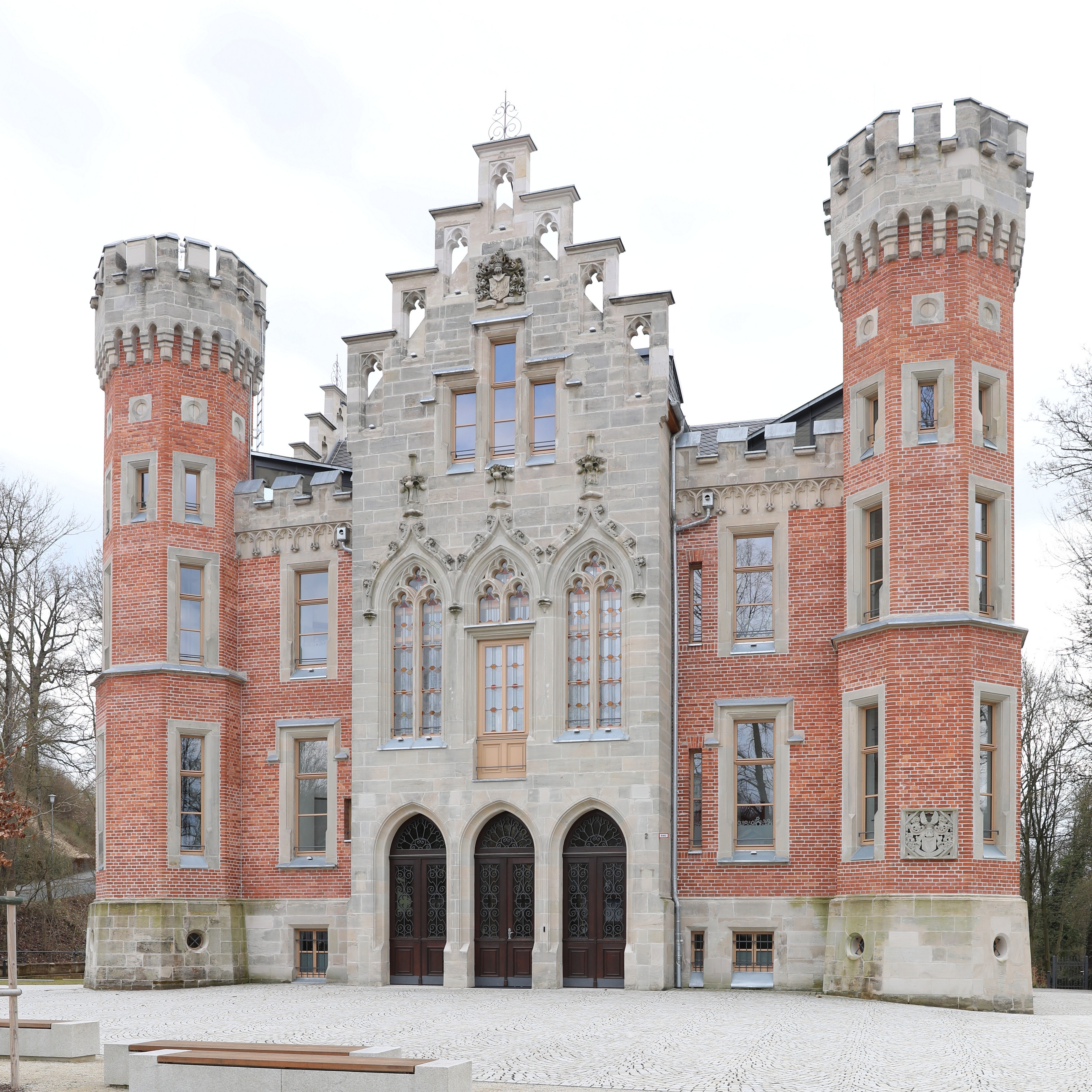
Schloss Ketschendorf

Noch 1868 beauftragte die Baronin von Ketschendorf den Coburger Baurat Georg Konrad Rothbart, der zwei Jahre zuvor das Edinburgh-Palais schuf, mit der Renovierung des herzoglichen Empire-Schlösschens. Rothbart jedoch entwarf ein neues, größeres und festeres Schloss neben dem Ursprungsbau und verurteilte das erst 63 Jahre alte Gebäude zum Abriss, da dessen „Umfassungswände größtenteils total morsch“ wären. Innerhalb eines knappen Jahres realisierte er unter Einsatz von 70 Handwerkern den Neubau, wobei den Steinmetzen als Werkstatt der Saal im alten Schloss zur Verfügung stand und so auch im strengen Winter des Jahres weitergearbeitet werden konnte. Im Juni 1869 war das neue Schloss Ketschendorf fertig und das alte konnte abgetragen werden. Das Abbruchmaterial wurde zum Bau einer Villa in der Oberen Klinge 3 in Coburg benutzt, die in der Gesamtanlage und durch die Verwendung der im Original erhaltenen Altane mit ihren klassizistischen Säulen recht genau das Aussehen des alten Ketschendorfer Gebäudes wiedergibt. Diese Villa wird deshalb auch „Altes Ketschendorfer Schloss“ genannt.
Das neue Schloss mit nahezu quadratischem Grundriss wurde aus Sandsteinen und roten Ziegeln errichtet und gilt als Musterbeispiel des neugotischen Burgenstils des Historismus im Coburger Land. Alle vier Seiten sind von achteckigen, zinnengekrönten Ecktürmen flankiert und haben jeweils in der Mitte einen über die Traufenkante hinaus ragenden Vorbau mit maßwerkverzierten Treppengiebeln. Der Vorbau an der Südseite ist als Parkzugang besonders aufwändig gestaltet. Über dem Tor erhebt sich eine Loggia mit darüber liegender Terrasse vor dem Schlafzimmer der Baronin. Säulenaltane an der nördlichen Eingangsfront imitieren den Mittelrisalit der Südseite auf schlichtere Weise. Am nordwestlichen Eckturm ließ die Bauherrin ihr neues Familienwappen, in Sandstein geschlagen, anbringen. Der Schild des Wappens zeigt eine Harfe und einen Helm mit einer Freiherrenkrone und zwei geschlossenen Flügeln. Der Sinnspruch darunter lautet „Vis in Corde“ (Kraft im Herzen). Im Giebel ist das Wappen des späteren Besitzers Freiherr von Mayer zu sehen, das Wappen zeigt: Gespalten links einen steigenden Löwen – rechts drei Kornähren, darüber einen Spangenhelm mit einer Krone und darüber einen steigenden Löwenrumpf. Das Motto darunter lautet: „Fortes Fortuna Adjuval“.
Im Innern des Gebäudes bildet das Treppenhaus mit den gusseisernen Ziergeländern und dem Blick durch die Maßwerkkirchenfenster der Südfront den repräsentativen Schlossmittelpunkt. Stuckierte Decken in fast allen Räumen und ein fein getäfeltes großes Musikzimmer spiegeln den vornehmen Anspruch der neuen Schlossherrin wider. Auch ein Speisenaufzug aus der Küche in den darüber liegenden Saal, auf dessen Einbau sie größten Wert legte, wurde installiert.
Schon nach zwei Jahren, 1871, verkaufte die Baronin von Ketschendorf den gesamten Besitz für nur 90.000 Francs wieder und zog zurück nach Paris, um sich wohltätigen Diensten zu widmen. Bei ihrem Tod 1903 besaß sie keinen Centime mehr und wurde auf Kosten der Armenbehörde in Paris im gemeinsamen Armengrab beigesetzt. Neuer Besitzer des Schlosses wurde für wenige Monate der Coburger Stadtbaumeister Julius Martinet, als Architekt der Luther- und der Rückertschule bekannt.
1872 erwarb der Amerikaner William Tilden das Anwesen und veräußerte es bereits 1873 an den Kommerzienrat Karl Rudolf Epner aus Berlin. 1891 setzte der jüdische Freiherr von Mayer den Immobilienspekulationen ein Ende und kaufte Schloss und Park als Familiensitz. Er ließ 1893 von Johannes Köhler eine Freitreppe mit Maßwerkbrüstung als Parkzugang anlegen. 1940 kam es unter der nationalsozialistischen Verwaltung des Landkreises zu einer Zwangsversteigerung wegen angeblicher Schuld von 145.000 Mark Reichsfluchtsteuer und der Vertreibung der Familie von Mayer. Die Stadt Coburg ersteigerte für 45.000 Mark Schloss Ketschendorf einschließlich Inventar und Park und richtete eine Unterkunft für bessarabiendeutsche Migranten ein. 1942 bis Kriegsende wurde das Schloss als Teillazarett des Hauptlazaretts in der Coburger Gewerbeschule genutzt, dann bis 1955 als Tbc-Station des Landkrankenhauses.
Egon Freiherr von Mayer erhielt den Familienbesitz durch ein Wiedergutmachungsverfahren 1954 zurück, zog jedoch nicht wieder nach Ketschendorf, sondern verkaufte ihn 1955 wieder an die Stadt Coburg, die das Anwesen seit 1956 als Jugendherberge im DJH-Landesverband Bayern e. V. betrieb. Am 1. Januar 1990 ging die Trägerschaft für das bauliche Ensemble Schloss und Neu-/Anbau von 1979 an den DJH-Landesverband über. Ein Teil des historischen Parks, ausgestattet mit Spiel-, Sport-, Wiesen- und Teichflächen, verblieb bei der Stadt.

## Park

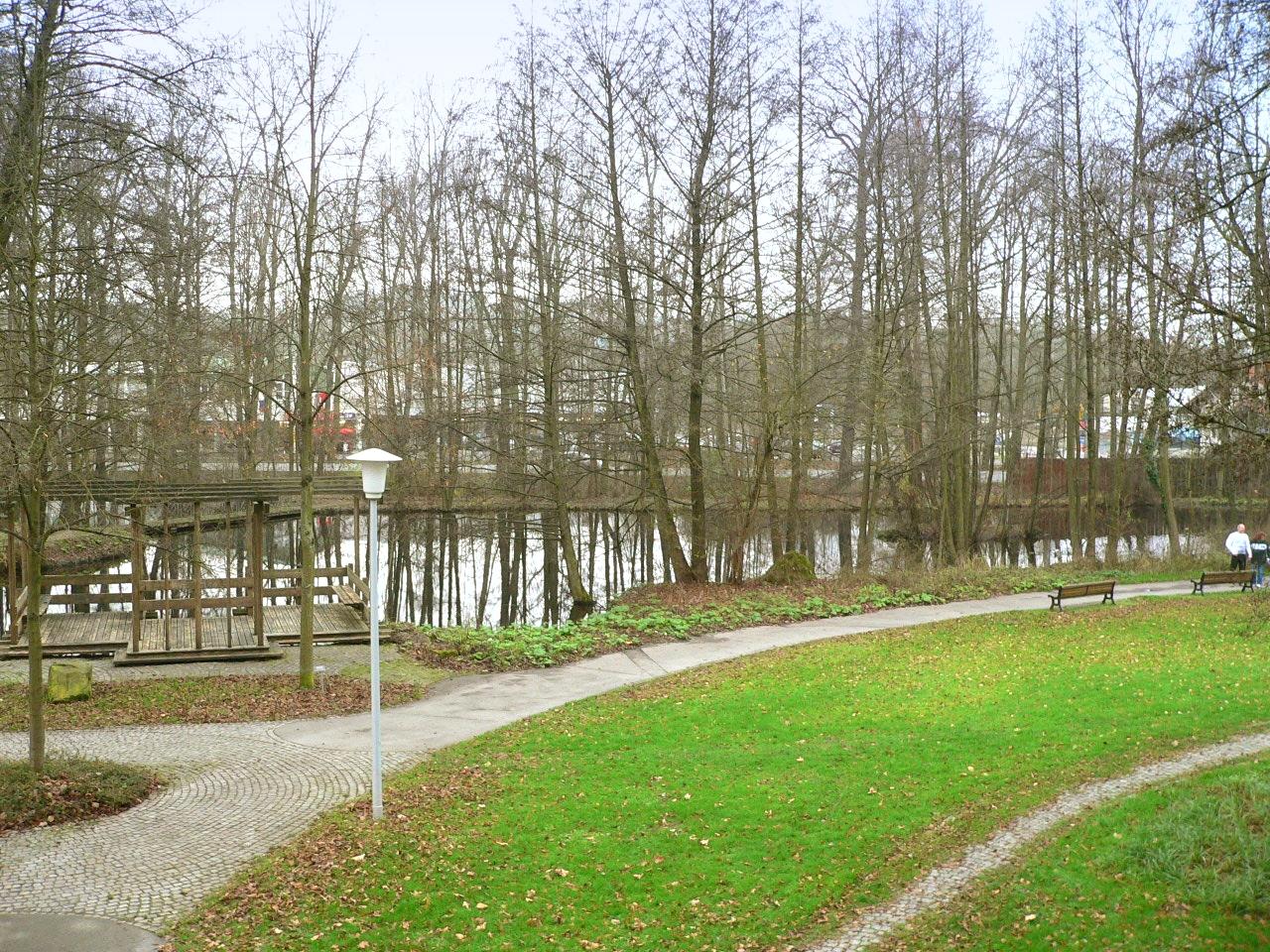
Schlossteich im Park Ketschendorf

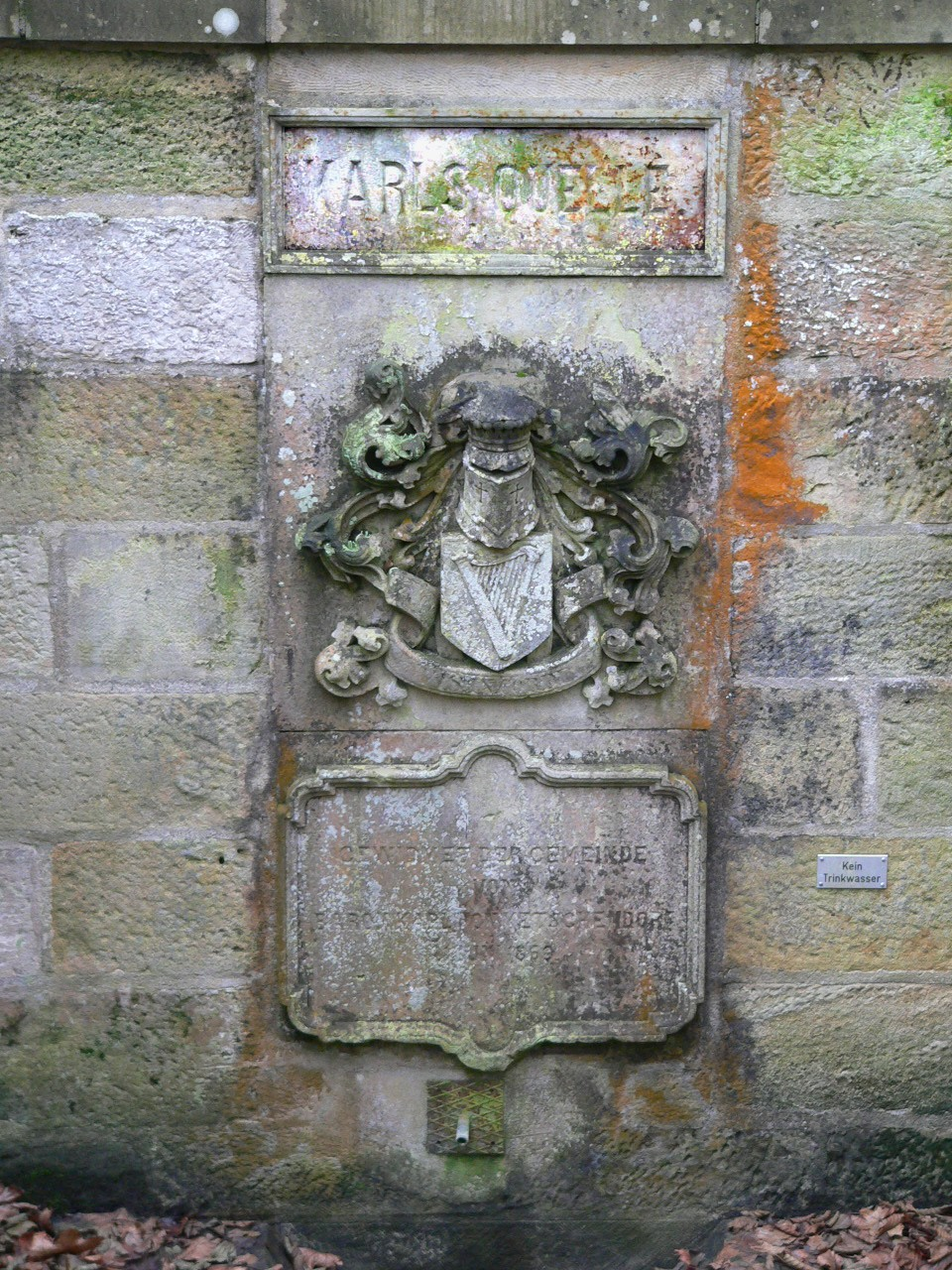
Karlsquelle im Park Ketschendorf

Der heute offene Schlosspark wurde 1868 beim Neubau des Schlosses um einige hinzu erworbene Grundstücke erheblich erweitert. Hierdurch wurde auch der ehemalige, für die Wasserversorgung der Ketschendorfer Haushalte wichtige Gemeindebrunnen in das Areal einbezogen. Die alte Quelle speist den inmitten des Parks gelegenen Schlossteich. Als Ersatz für den nicht mehr erreichbaren Gemeindebrunnen stiftete die Baronin die nach ihrem Sohn benannte Karlsquelle neben der ehemaligen Schmiede in der Wassergasse. Diese hübsche Anlage trägt das Sandsteinwappen derer von Stolzenau-Ketschendorf und eine Inschrifttafel. Diese Quellfassung wurde nach Öffnung des Parks für die Allgemeinheit nach 1974 dorthin versetzt.
Am Rand des Schlossteichs stand das massive Gewächshaus, das zum Park gehörte. In den Nachkriegsjahren war es dem Verfall preisgegeben und wurde 1959 schließlich an den Sportverein Ketschendorf verkauft, der es zu einer Trainingshalle für Gewichtheber und einem Vereinslokal umbaute und dem Lokal 1995 an der Seeseite eine große Freiterrasse anfügte.

## Nutzung
Ab 1956 beherbergte das romantische Schloss Ketschendorf eine Jugendherberge (130 Betten bis 1979). Die historischen Ausstattungen im Eingangs-Treppenhaus (stucko lustro) und im Musikzimmer (Wandpaneele) sind zum Teil noch vorhanden, vollständig jedoch in den repräsentativen Räumen der Beletage die prächtigen, farblich gefassten Stuck- und Gemäldedecken sowie Supraporten. 1960 wurden die Säulenaltane an der nördlichen Eingangsfront wegen Baufälligkeit abgerissen. 1979/80 erhielt das heutige Baudenkmal östlich einen Neubau. Neben zwei neuen Gastetagen mit 88 Betten wurde nach hier die Gästeversorgung, Leiterwohnung und Technische Zentrale ausgelagert. Die Umsetzung der Planungen eines etwa 7,1 Mio. Euro teuren Umbaus einschließlich einer Sanierung der Jugendherberge kam wegen Finanzierungsproblemen nicht zur Ausführung.
Die Altes Ketschendorfer Schloss genannte Villa in der Oberen Klinge erhielt 2005 zwei Auszeichnungen für vorbildlichen und detailgetreuen Ausbau im Sinne des Denkmalschutzes.
In den Jahren 2012 und 2013 diente das Schloss als Filmset für die Filme der Romanreihe Rubinrot.
Im Jahre 2012 verkaufte die Stadt Coburg das Schloss an die Firma Kaeser Kompressoren. Es folgte ab 2015 eine Sanierung mit einem Umbau zu einem Schulungszentrum.
Das zum Sportheim umgebaute ehemalige Gewächshaus am Schlossteich ging 1996 in den Besitz der Stadt über. 2002 erwarb der Seemanns-Chor Coburg den Gastwirtschaftsteil des Gebäudes und führt ihn seither als Kajüte, seinem Vereinslokal. Der Chor veranstaltet regelmäßig Sommerkonzerte im Schlosspark.
Der zweite Teil des Doppelgebäudes, die Trainingshalle nebst Sanitäranbau, gelangte 2012 durch Mietvertrag mit der Stadt Coburg in die Hände des örtlichen Bürgervereines Coburg-Ketschendorf e. V. Nach umfangreichen Umbauarbeiten – im Wesentlichen durch Eigenleistung von Vereinsmitgliedern – nutzt der Verein den Gebäudeteil als Vereinsheim mit großem Versammlungsraum für 50 Personen sowie einer Freiterrasse zum Schlosspark hin.
Durch den Park führt seit einigen Jahren der Radwanderweg Coburg-Bamberg.